# Барч (місто)
Барч (угор. Barcs) — місто на південному заході Угорщини у медьє Шомодь. Розташоване на лівому березі річки Драва, яка в цьому місці утворює кордон з Хорватією.
Населення Барча за даними на 2015 рік — 10 858 осіб.
Місто розташоване приблизно за 250 км на північний захід від Будапешта. за 30 км на північний схід розташоване місто Сігетвар, за 65 км — Печ. За 70 км на північ знаходиться столиця медьє — Капошвар, за 16 км на південь — хорватська Вировитиця. Через місто проходить автомобільна магістраль Е73 Будапешт-Сараєво -Плоче. Інші дороги ведуть в Капошвар і Надьканіжу. У Барчі є залізнична станція на лінії Надьканіжа-Бар-Печ. На іншому березі Драви, навпроти Барча, знаходиться хорватське селище Терезіно Польє (хорв. Terezino Polje).
Серед пам'яток міста можна назвати католицьку церкву, побудовану в 1821 році, руїни замку дворянського роду Сечені, а також музей, присвячений біосфері Драви.
Кілька незайманих природних ландшафтів по берегах Драви в околицях Барча включені до складу національного парку Дунай-Драва, зокрема, розташований на схід від Барча Барчський ялівцевий ліс.

## Міста-побратими
- Одорхею-Секуєск, Румунія
- Зінсгайм, Німеччина
- Вировитиця, Хорватія
- Жельєзовце, Словаччина